# Gamil e Midões
Gamil e Midões (oficialmente: União das Freguesias de Gamil e Midões) é uma freguesia portuguesa do município de Barcelos, com 6,73 km² de área e 1377 habitantes (censo de 2021). A sua densidade populacional é 204,6 hab./km².

## História
Foi constituída em 2013, no âmbito de uma reforma administrativa nacional, pela agregação das antigas freguesias de Gamil e Midões com sede em Gamil.

## Demografia
A população registada nos censos foi:
| Distribuição da População por Grupos Etários | Distribuição da População por Grupos Etários | Distribuição da População por Grupos Etários | Distribuição da População por Grupos Etários | Distribuição da População por Grupos Etários | Distribuição da População por Grupos Etários |
| -------------------------------------------- | -------------------------------------------- | -------------------------------------------- | -------------------------------------------- | -------------------------------------------- | -------------------------------------------- |
| Antes da agregação                           |                                              |                                              |                                              |                                              |                                              |
| Ano                                          | 0-14 anos                                    | 15-24 anos                                   | 25-64 anos                                   | >= 65 anos                                   | Total                                        |
| 2001                                         | 264                                          | 211                                          | 669                                          | 151                                          | 1295                                         |
| 2011                                         | 240                                          | 186                                          | 767                                          | 193                                          | 1386                                         |
| Após a agregação                             |                                              |                                              |                                              |                                              |                                              |
| Ano                                          | 0-14 anos                                    | 15-24 anos                                   | 25-64 anos                                   | >= 65 anos                                   | Total                                        |
| 2021                                         | 184                                          | 174                                          | 785                                          | 234                                          | 1377                                         |